# Херехеретуэ

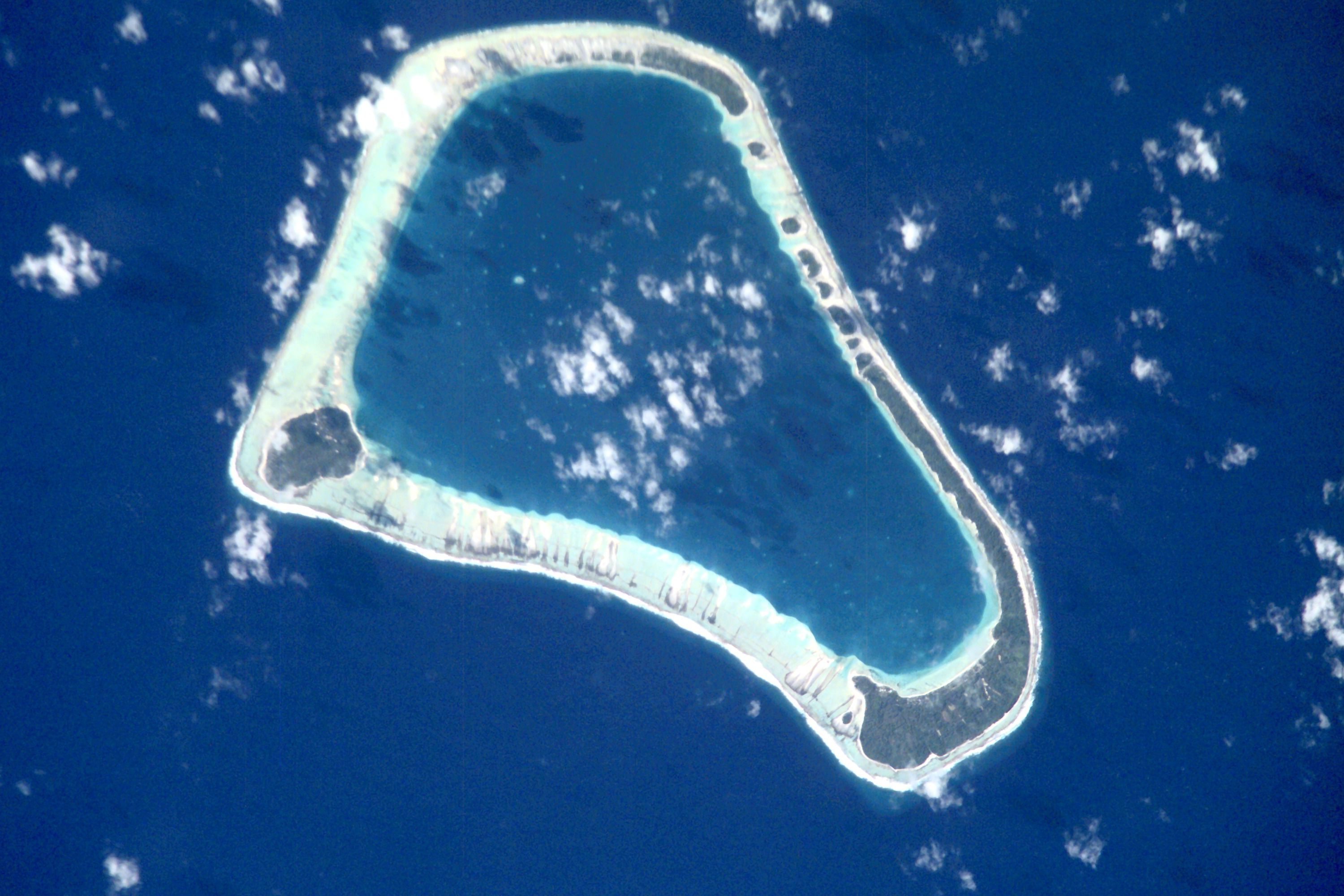
Космический снимок.

Херехеретуэ (фр. Hereheretue) — атолл в архипелаге Туамоту (Французская Полинезия), самый северный атолл в группе островов Дьюк-оф-Глостер. Расположен в 450 км к юго-западу от атолла Хао и в 150 км от атолла Ануанураро. На Херехеретуэ расположена метеорологическая станция.

## География
Атолл имеет форму треугольника. В центре Херехеретуэ расположена лагуна площадью 23 км².

## Административное деление
Административно входит в состав коммуны Хао.

## Население
В 2007 году численность населения острова составляла 58 человек. Это был единственный обитаемый остров в группе Дьюк-оф-Глостер.